# Praetorius Musikpreis

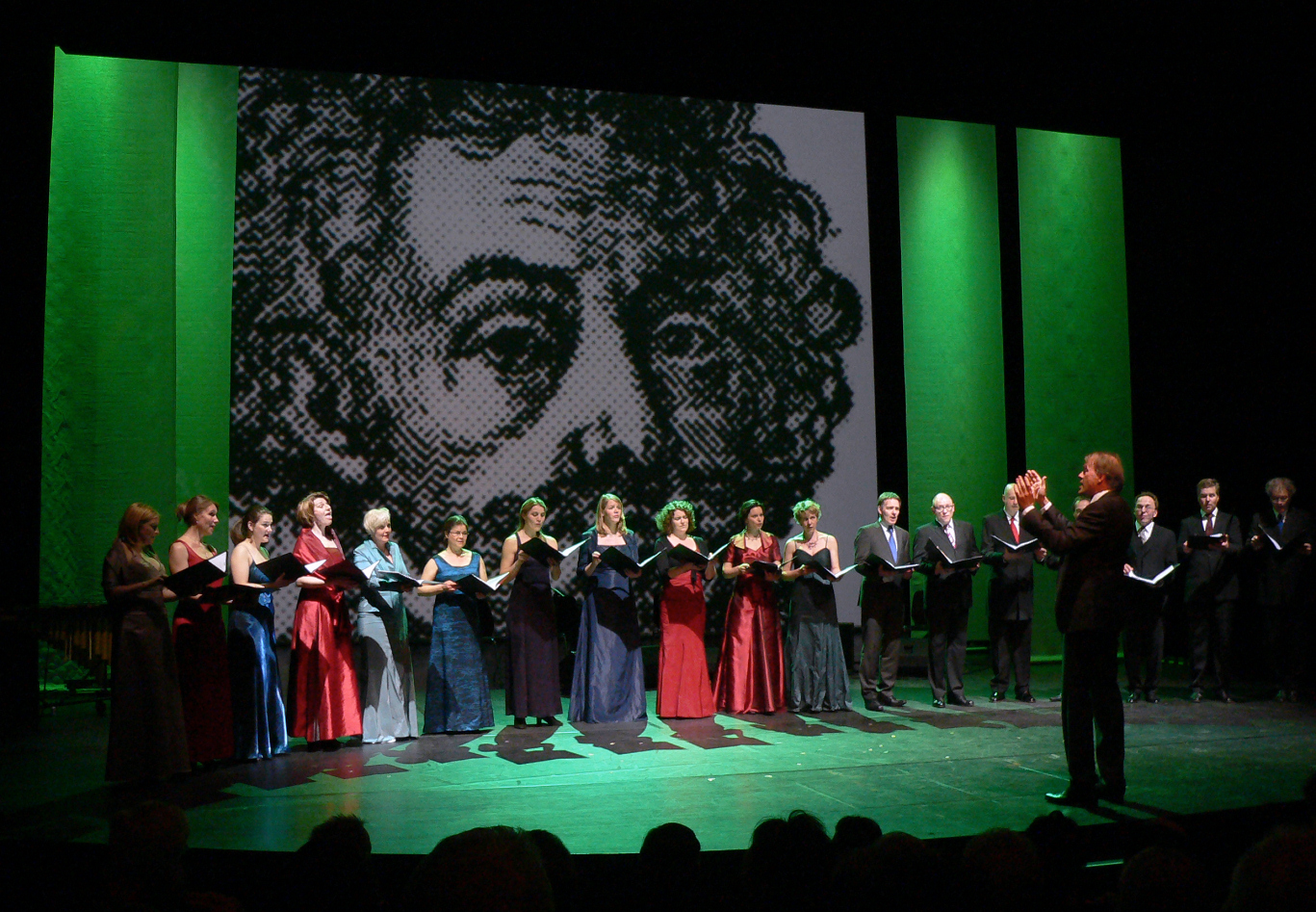
Bühnenbild mit Michael Praetorius bei der Gala zur Preisverleihung 2012 mit dem Balthasar-Neumann-Chor unter Thomas Hengelbrock

Der Praetorius Musikpreis Niedersachsen wurde von 2005 bis 2012 vom Land Niedersachsen in mehreren Kategorien an Künstler vergeben, die regional und international das facettenreiche Musikleben Niedersachsens repräsentieren. Über die Preisvergabe entschied eine unabhängige Fachjury, die sich aus Experten des internationalen Musiklebens, renommierten Musikjournalisten und Künstlern zusammensetzte. Der Preis war nach Michael Praetorius benannt, der ab 1604 in Wolfenbüttel als bedeutender Komponist und führender Musiktheoretiker seiner Zeit wirkte. Die Auszeichnung nahm das Niedersächsische Ministerium für Wissenschaft und Kultur im Rahmen einer festlichen Veranstaltung vor.

## Preisgelder

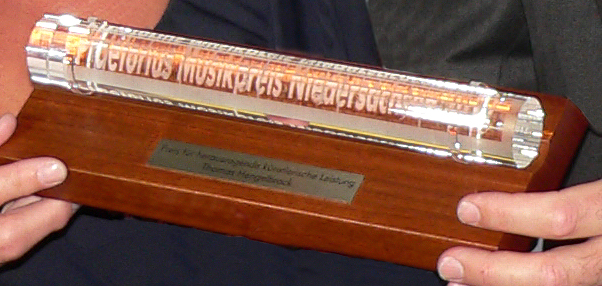
Die Auszeichnung

Der Praetorius Musikpreis war mit insgesamt 56.000 Euro dotiert. Davon entfielen je 10.000 Euro auf den Preis für herausragende künstlerische Leistung und den Internationalen Friedensmusikpreis. Das Preisgeld für den Musikinnovationspreis und den Niedersächsischen Kompositionspreis betrug je 8000 Euro. Die drei Förderpreise und der Preis für Ehrenamtliches Engagement beliefen sich auf je 5000 Euro.

## Preisträger

### 2005
| Jahr | Preisträger                                   | Kategorie                 |
| ---- | --------------------------------------------- | ------------------------- |
| 2005 | Eiji Ōue                                      | Praetorius Musikpreis     |
| 2005 | Mousse T.                                     | Sonderpreis               |
| 2005 | Almadin Quartett, Jens Eckhoff und Igor Levit | Praetorius-Förderpreise   |
| 2005 | Eberhardt Schmidt                             | Ehrenamtliches Engagement |

### 2006
| Jahr | Preisträger                                          | Kategorie                 |
| ---- | ---------------------------------------------------- | ------------------------- |
| 2006 | Heinz Rudolf Kunze                                   | Praetorius Musikpreis     |
| 2006 | Wilhelm Schimmel Pianofortefabrik, Grotrian-Steinweg | Sonderpreise              |
| 2006 | Nabil Shehata, Claudius Müller und Tee mit Sahne     | Praetorius-Förderpreise   |
| 2006 | Ballett Gesellschaft Hannover                        | Ehrenamtliches Engagement |

### 2007
| Jahr | Preisträger                            | Kategorie                 |
| ---- | -------------------------------------- | ------------------------- |
| 2007 | Sabine Meyer                           | Praetorius Musikpreis     |
| 2007 | Hans-Peter Lehmann, Familie Sennheiser | Sonderpreise              |
| 2007 | Anna-Sophie Brüning und Madsen         | Praetorius-Förderpreise   |
| 2007 | Oldenburger Promenade                  | Ehrenamtliches Engagement |

### 2008
| Jahr | Preisträger                                         | Kategorie                            |
| ---- | --------------------------------------------------- | ------------------------------------ |
| 2008 | Andreas Staier                                      | Praetorius Musikpreis                |
| 2008 | Tinariwen                                           | Internationaler Friedensmusikpreis   |
| 2008 | Hans-Joachim Hespos, Jennifer Walshe                | Niedersächsischer Kompositionspreise |
| 2008 | Mike Svoboda                                        | Musikinnovationspreis                |
| 2008 | Thomas Posth und Duo Charlotte Greve & Dierk Peters | Praetorius-Förderpreise              |
| 2008 | Lore Auerbach                                       | Ehrenamtliches Engagement            |

### 2009
| Jahr | Preisträger                                        | Kategorie                           |
| ---- | -------------------------------------------------- | ----------------------------------- |
| 2009 | Ingo Metzmacher                                    | Praetorius Musikpreis               |
| 2009 | Michael Dreyer                                     | Internationaler Friedensmusikpreis  |
| 2009 | Johannes Schöllhorn                                | Niedersächsischer Kompositionspreis |
| 2009 | Int. Ensemble Modern Akademie                      | Musikinnovationspreis               |
| 2009 | Joana Mallwitz, Alexej Gorlatch und Stefan Kellner | Praetorius-Förderpreise             |
| 2009 | Ursula Hansen                                      | Ehrenamtliches Engagement           |

### 2010
Die Preisverleihung fand im Rahmen einer festlichen Gala am 13. November 2010 durch die Niedersächsische Kulturministerin Johanna Wanka im Schauspielhaus Hannover statt. Thomas Quasthoff nahm aufgrund des Todes seines Bruders Michael Quasthoff einige Tage vorher nicht persönlich teil.
| Jahr | Preisträger                                                                                                 | Kategorie                           |
| ---- | --- | ----------------------------------- |
| 2010 | Thomas Quasthoff                                                                                            | Praetorius Musikpreis               |
| 2010 | Jordi Savall                                                                                                | Internationaler Friedensmusikpreis  |
| 2010 | Gunter Hampel                                                                                               | Musikinnovationspreis               |
| 2010 | Charlotte Seither                                                                                           | Niedersächsischer Kompositionspreis |
| 2010 | Ania Vegry, Maria Sournatcheva und News from the North (Fabian Arends, Anna-Lena Schnabel, Janning Trumann) | Praetorius-Förderpreise             |
| 2010 | Internationale Fredener Musiktage                                                                           | Ehrenamtliches Engagement           |

### 2012
Die Preisverleihung fand im Rahmen einer festlichen Gala am 24. März 2012 durch die Niedersächsische Kulturministerin Johanna Wanka im Schauspielhaus Hannover statt.
| Jahr | Preisträger                                          | Kategorie                           |
| ---- | ---------------------------------------------------- | ----------------------------------- |
| 2012 | Thomas Hengelbrock                                   | Praetorius Musikpreis               |
| 2012 | Dissidenten                                          | Internationaler Friedensmusikpreis  |
| 2012 | Patricia Kopatchinskaja                              | Musikinnovationspreis               |
| 2012 | Harald Weiss                                         | Niedersächsischer Kompositionspreis |
| 2012 | Tritonüsse, Elisabeth Brauß, Simon Etzold            | Praetorius- Förderpreise            |
| 2012 | Institut zur Früh-Förderung musikalisch Hochbegabter | Ehrenamtliches Engagement           |

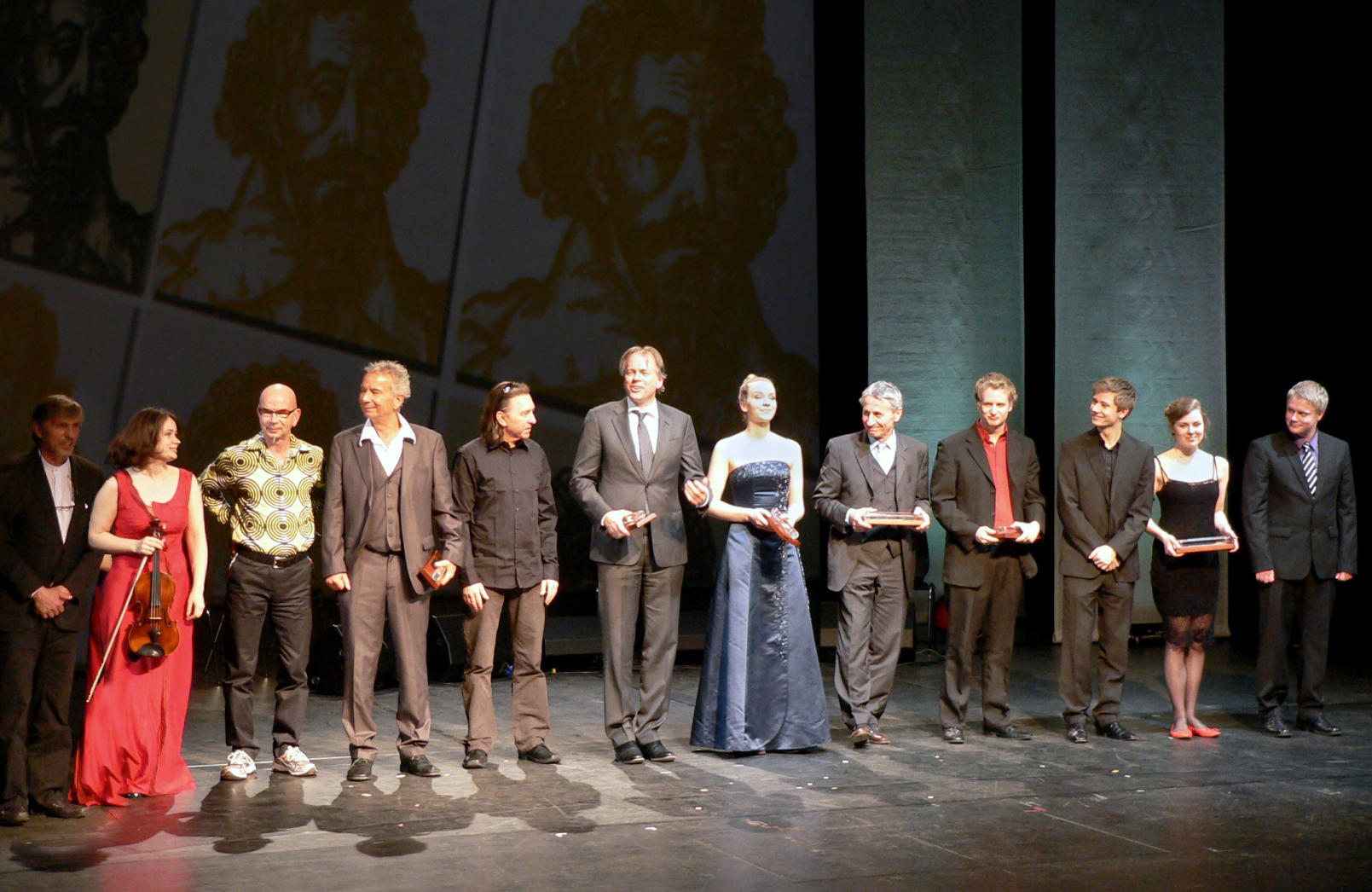
Preisträger der Verleihung 2012

Thomas Hengelbrock wurde für herausragende künstlerische Leistung mit dem Praetorius Musikpreis 2012 geehrt. Laut der Jury vereine er unkonventionelle Programmgestaltung, interpretatorische Experimentierfreude und innovative Musikvermittlung. Der derzeitige Chefdirigent des NDR Sinfonieorchesters in Hamburg arbeitete mit Künstlern von Weltrang, wie Cecilia Bartoli und Plácido Domingo, zusammen. International hat er sich einen Namen mit seinem Balthasar-Neumann-Chor und -Ensemble gemacht.
Der Preis in der Kategorie „Internationaler Friedensmusikpreis“ ging an die Dissidenten, weil sie zwischen unterschiedlichen Kulturen vermitteln. Laut der Jury stehen sie seit Jahren für Völkerverständigung und eine gleichwertige Vermischung musikalischer Stile. Auch hätte die 1981 gegründete Gruppe den Begriff Weltmusik geprägt, lange bevor dieser Europa erreicht habe.
Den Musikinnovationspreis erhielt die Violinistin Patricia Kopatchinskaja für ihr innovatives Musikverständnis und ihre außergewöhnliche Kreativität. Laut der Jury stehe sie für einen unkonventionellen, charmant eigensinnigen Stil. Ihre Aufführungen, die immer barfuß erfolgen, erfassen die Bandbreite des Violinrepertoires von Barock bis zur Neuen Musik.
Der Niedersächsische Kompositionspreis wurde dem Komponisten Harald Weiss für ausgeprägte Individualität bei seinen Kompositionen verliehen. Laut der Jury ist sein Werk durch Unabhängigkeit von dogmatischen Strömungen der Neuen Musik gekennzeichnet. Sein künstlerisches Schaffen sei fortschrittlich und vielseitig. Er schuf experimentelle Werke, wie instrumentale Theaterstücke, szenische Klangprojekte, Happenings, Performances und wandte sich in den 1990er Jahren der Oper zu.
Mit den drei Förderpreisen unterstützte das Land Niedersachsen junge Nachwuchstalente in ihrer künstlerischen Entwicklung. Ausgezeichnet wurden das Jazztrio Tritonüsse, die Pianistin Elisabeth Brauß und der Schlagzeuger Simon Etzold. Die jungen Künstler haben bereits in nationalen, wie Jugend musiziert, und internationalen Wettbewerben herausragende musikalische Leistungen gezeigt. Bei der Jazzformation Tritonüsse würdigte die Jury den außerordentlichen Sound mit Einflüssen aus Orient, Afrika, Pop- und Kirchenmusik. Auch sei die Besetzung, bestehend aus der Vokalistin Katharina Knaus, dem Posaunisten Matthias Wagemann und dem Vibraphonisten Henning Brungs, ungewöhnlich. Die Jury sieht Elisabeth Brauß als virtuose Interpretin und hochtalentierte Pianistin mit einer aufstrebenden internationalen Karriere an. Simon Etzold gilt laut der Jury als einer der begabtesten Nachwuchsschlagzeuger, der bereits über viel Orchestererfahrung verfügt.
In der Kategorie Ehrenamtliches Engagement wurde das im Jahre 2000 gegründete Institut zur Früh-Förderung musikalisch Hochbegabter (IFF) ausgezeichnet. Als Teil der Hochschule für Musik, Theater und Medien Hannover fördert es die professionelle Ausbildung musikalisch hochbegabter Kinder und Jugendlicher als potenzielle Musikstudierende.

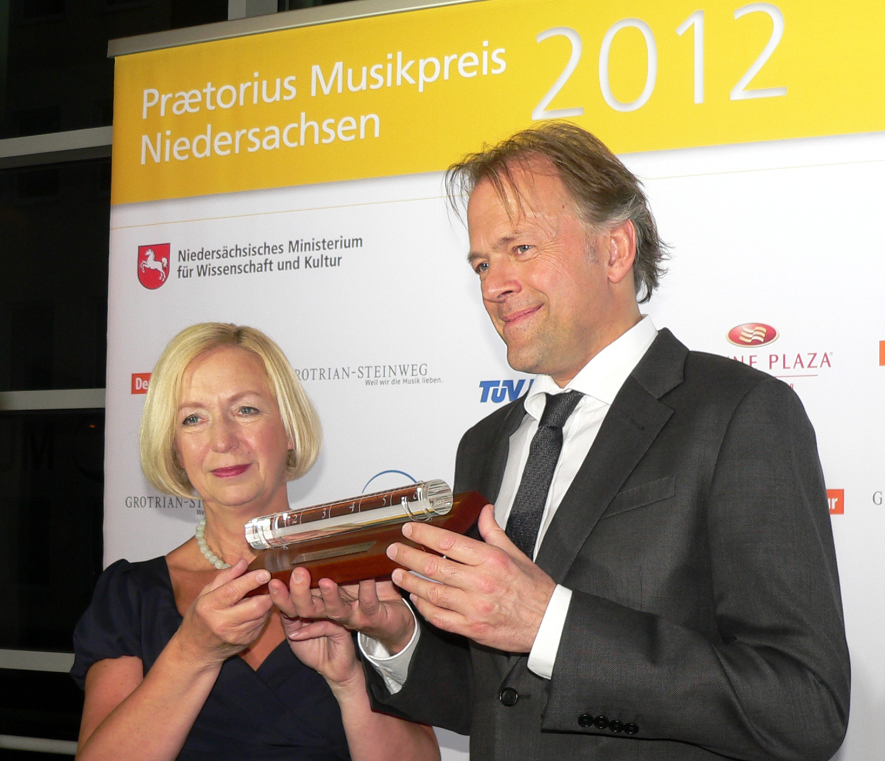
Thomas Hengelbrock mit Kulturministerin Johanna Wanka und dem Preis
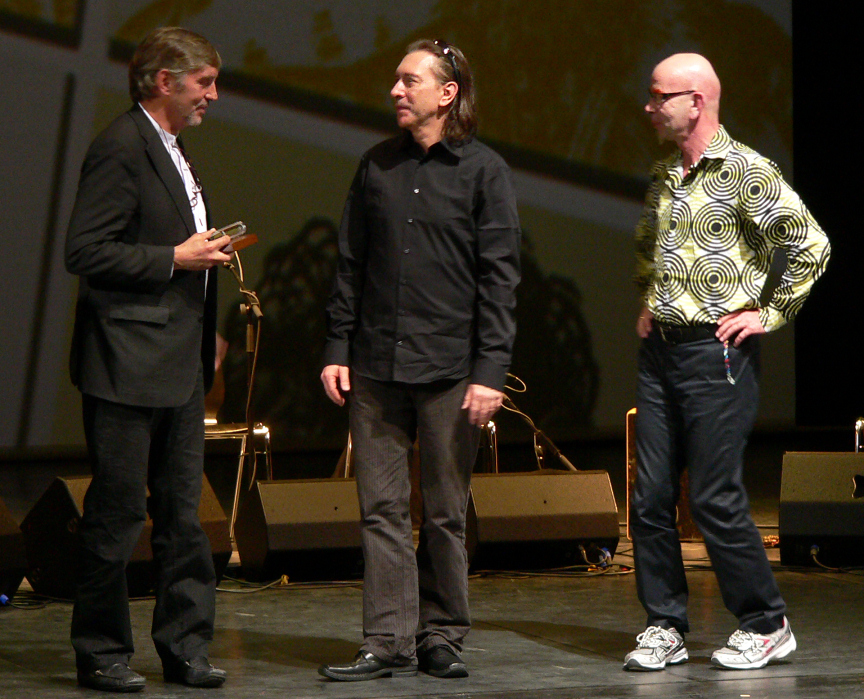
Die Dissidenten bei der Verleihung
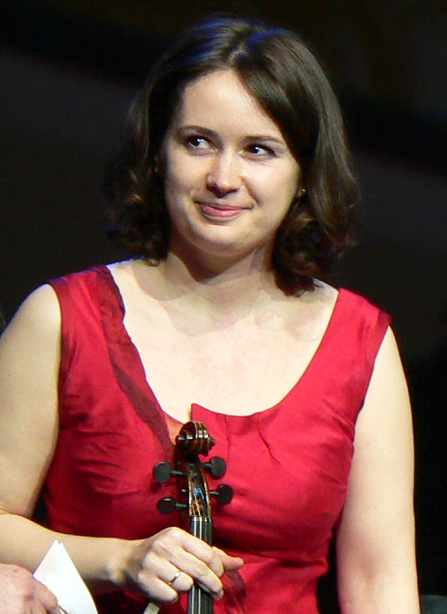
Patricia Kopatchinskaja bei der Verleihung
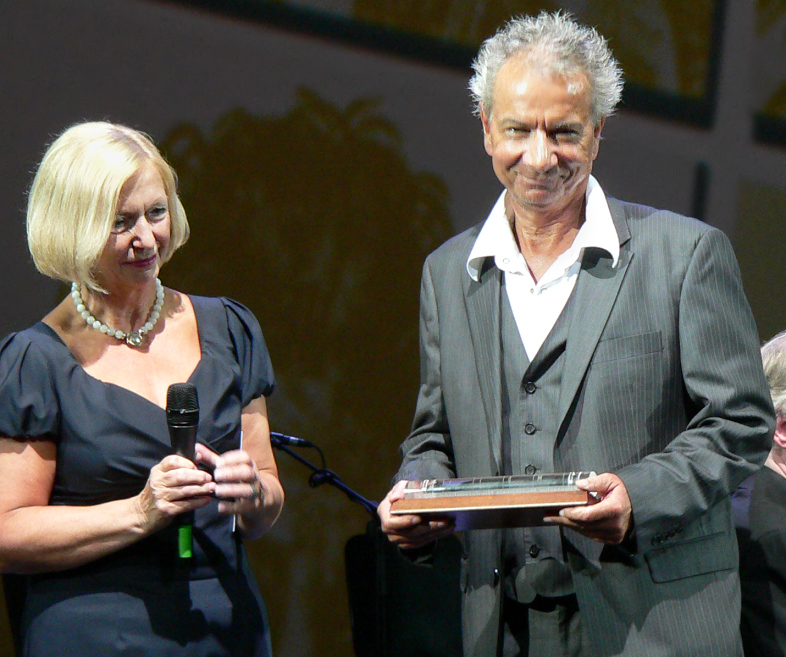
Harald Weiss mit dem Preis in der Hand
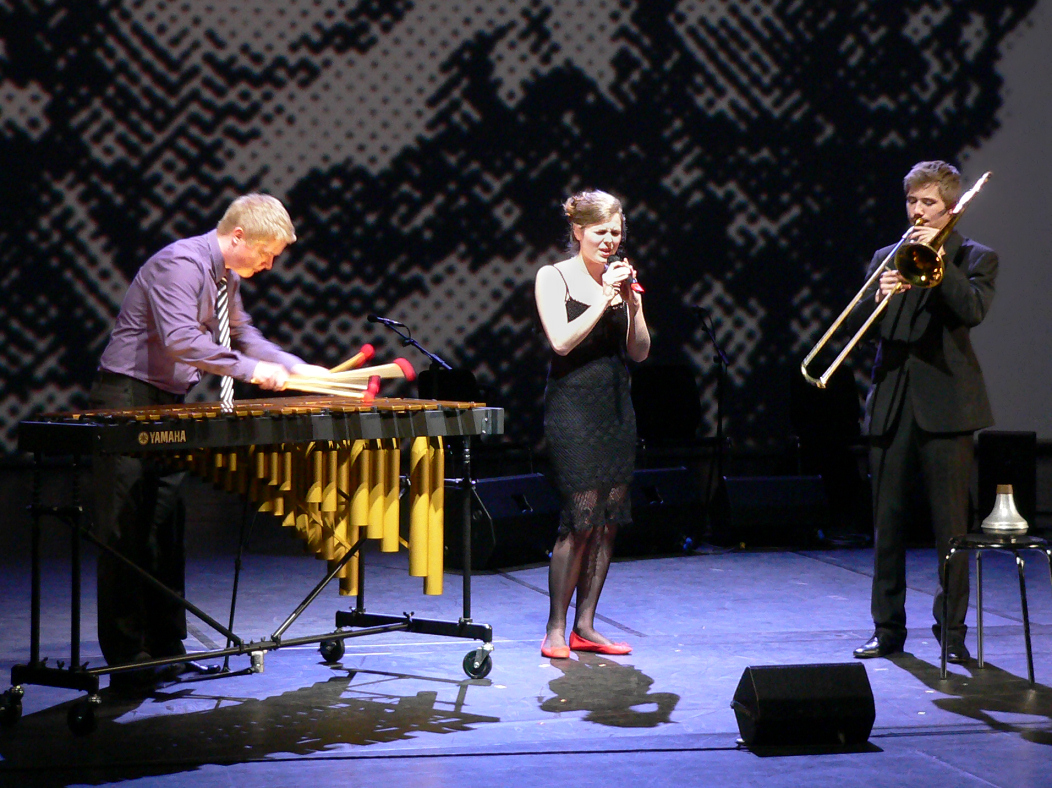
Auftritt der Jazzformation Tritonüsse
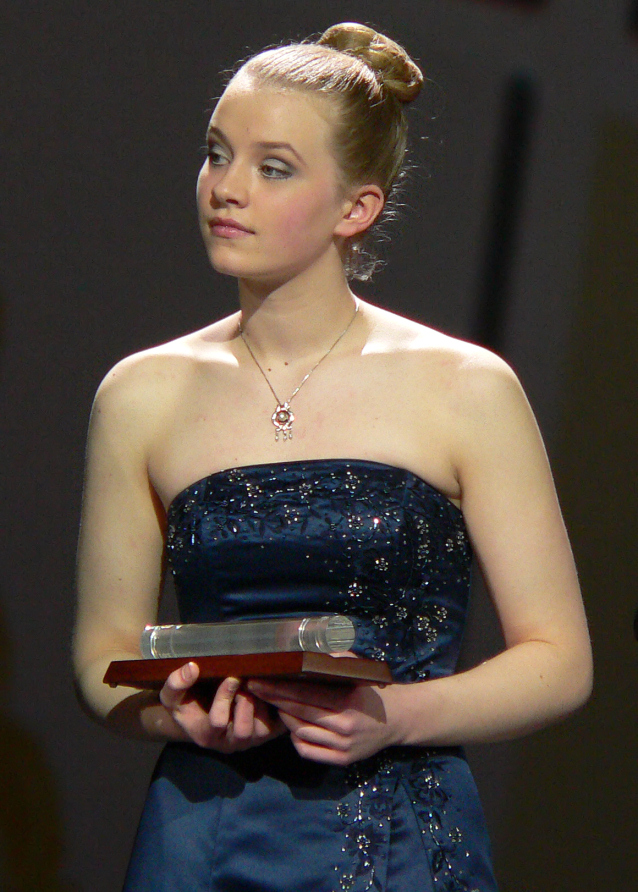
Elisabeth Brauß bei der Verleihung
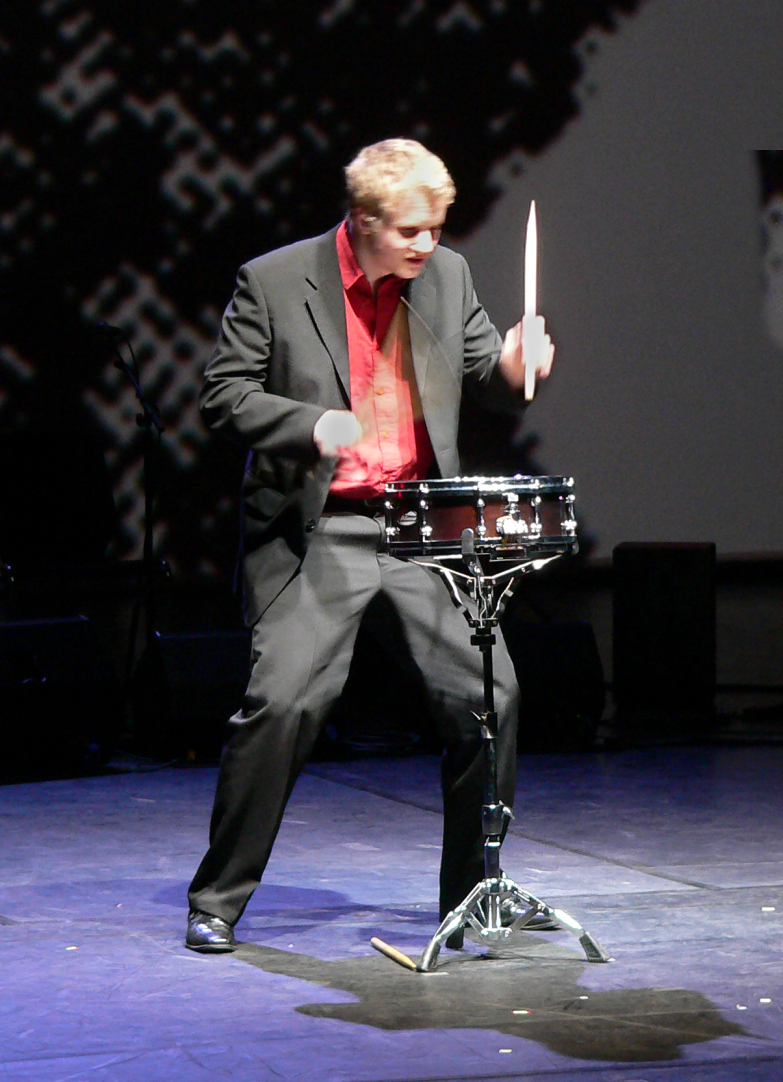
Simon Etzold am Schlagzeug
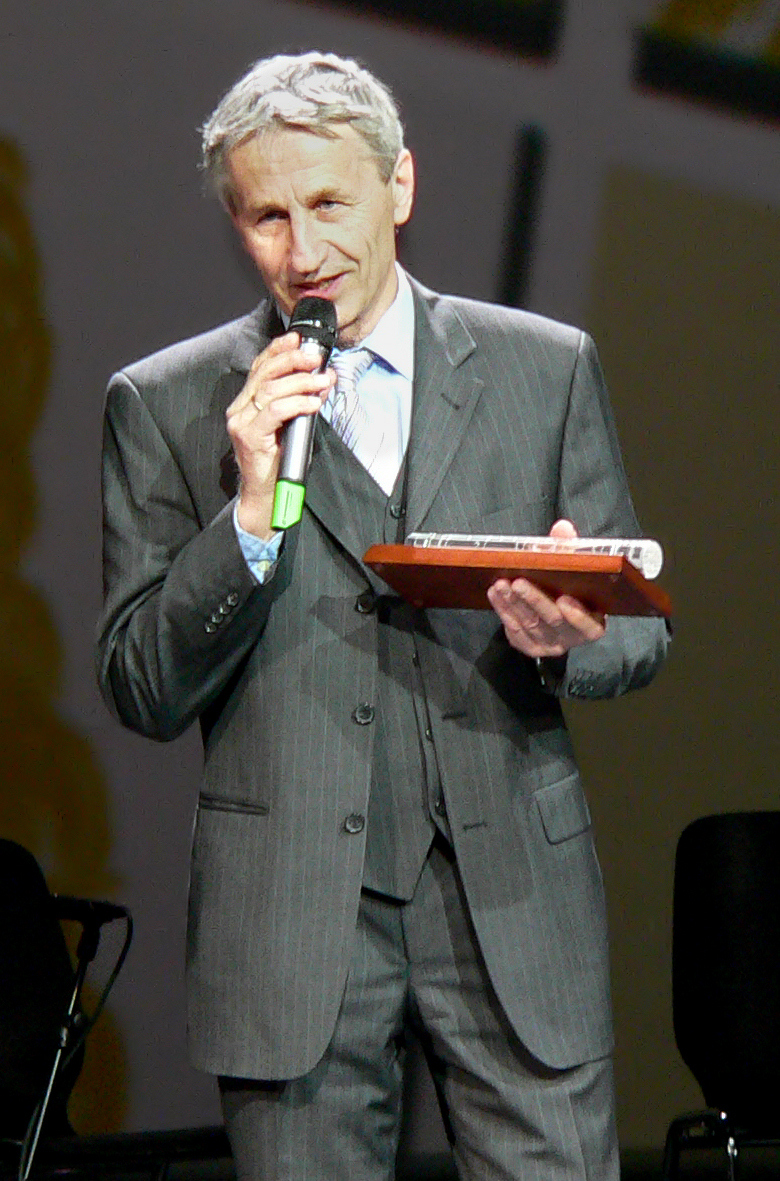
Christoph Hempel nimmt den Preis für das Institut zur Früh-Förderung musikalisch Hochbegabter in Empfang

## Sonstiges
Neben dem Praetorius Musikpreis wurden vom Land Niedersachsen im kulturellen Bereich Preise für Literatur (Nicolas-Born-Preis) und Bildende Kunst (Niedersächsischer Kunstpreis) mit ihren jeweiligen Förderpreisen sowie der
Niedersächsische Staatspreis vergeben.